# Microlynchia crypturelli
Microlynchia crypturelli är en tvåvingeart som beskrevs av Joseph Charles Bequaert 1938. Microlynchia crypturelli ingår i släktet Microlynchia och familjen lusflugor. Inga underarter finns listade i Catalogue of Life.